# Münzbach
Münzbach là một đô thị thuộc huyện Perg thuộc bang Oberösterreich, Áo. Đô thị Münzbach có diện tích 24,9 km², dân số thời điểm năm 2006 là 1695 người.